# Higher Learning
Higher Learning es una película de 1995 protagonizada por un reparto coral. También aparece la primera aparición en una película de Tyra Banks. Laurence Fishburne ganó un Premio Image por "Mejor Actor de Reparto en una Película" por su actuación; Ice Cube también estuvo nominado por su papel.
La película sigue las vidas cambiantes de tres hombres en la Universidad ficticia de Columbus: Malik Williams, una estrella negra que lucha con los académicos; Kristen Connor, una chica tímida e ingenua; y Remy un hombre solitario y confuso fuera de lugar en su nuevo entorno.
La Universidad de California, Los Ángeles (UCLA) fue cambiado por Universidad Columbus. Las tomas exteriores y escenas fueron grabadas en el campus. Las interiores fueron grabadas en Sony Pictures Studios.

## Sinopsis
Personas de diferentes formas de vida, encuentran tensión racial, violaciones, responsabilidad, y el significado de una educación en un campus universitario.

## Elenco
- Omar Epps como Malik Williams.
- Kristy Swanson como Kristen Connor.
- Michael Rapaport como Remy.
- Ice Cube como Fudge.
- Jennifer Connelly como Taryn.
- Tyra Banks como Deja.
- Regina King como Monet.
- Jason Wiles como Wayne.
- Cole Hauser como Scott Moss.
- Busta Rhymes como Dreads.
- Laurence Fishburne como Profesor Maurice Phipps.
- Bradford English como Oficial Bradley.
- Jay R. Ferguson como Billy.
- Andrew Bryniarski como Knocko.
- Trevor St. John como James.
- Talbert Morton como Erik.
- Adam Goldberg como David Isaacs.
- J. Trevor Edmond como Eddie.
- Bridgette Wilson como Nicole.
- Kari Wührer como Claudi.
- Dan Pollard como Entrenador.

## Recepción
La película recaudó $38,290,723 en Estados Unidos, con $20,200,000 en alquileres. 
Laurence Fishburne ganó un Premio Image, y Ice Cube estuvo nominado por los Premios Image en 1996.

## Banda sonora
- Higher – Ice Cube
- Something To Think About - Ice Cube
- Soul Searchin' (I Wanna Know If It's Mine) – NdegeOcello, Me'She
- Situation: Grimm – Mista Grimm
- Ask of You – Saadiq, Raphael
- Losing My Religion – Amos, Tori (R.E.M. cover)
- Phobia – OutKast
- My New Friend - Cole Hauser and Michael Rapaport
- Year of the Boomerang – Rage Against the Machine
- Higher Learning/Time For Change - The Brand New Heavies
- Don't Have Time – Phair, Liz
- Butterfly – Amos, Tori
- By Your Side – Zhane
- Eye – Eve's Plum
- The Learning Curve – Clarke, Stanley